# بلاتریکس
بلاتریکس (انگلیسی: Bellatrix) شرکت هوافضای هندی است، که در سال ۲۰۱۵ تأسیس شد.